# 浙江工业大学之江学院
浙江工业大学之江学院，简称之江学院，是位于浙江省绍兴市柯桥区的一所民办全日制本科独立学院。现由浙江工业大学与绍兴市柯桥区教育投资有限公司联合举办。

## 历史沿革

### 杭州船校时期
1960年2月，杭州机械专科学校成立。1960年9月，改为杭州船舶机械专科学校。1962年，更名为杭州船舶工业学校。1963年，改为杭州船舶工业中等专业学校。
1969年，停止招生，改设为杭州航海仪器厂。1980年，七一五研究所。
1984年6月，杭州船舶工业学校复校。

### 之江学院时期
1997年7月，杭州船舶工业学校并入浙江工业大学；1999年7月，在杭州船校校址上成立了浙江工业大学之江校区管委会和浙江工业大学之江学院。
2012年，之江学院由浙江工业大学与绍兴县教育投资有限公司联合举办，迁址位于绍兴市柯桥区（原绍兴县）的新校园。
2013年9月，学院新生在绍兴校区就学。
2015年，学院被浙江省商务厅授权为电商、物流、外贸单证类人才的培训基地。12月，学院获批为首批十所浙江省应用型建设试点示范学校之一。 
2016年10月，学院通过省独立学院规范设置验收。
2017年，成为浙江省硕士学位授予单位建设单位。2月，学院和绍兴东方山水旅游度假区达成合作协议，成立企业学院-之江东方山水学院。4月19日，绍兴市知识产权保护研究中心在学院成立。12月，学院与浙江六环电线电缆有限公司成立“功能高分子材料联合研发中心”。
2018年3月，学院获评教育部“2017年国防教育特色学校”。
2019年，成为浙江省首批十所产教融合示范基地之一、首批教育部1+X证书试点院校。 
2022年4月25日，浙江工业大学之江学院知识产权学院在柯桥区揭牌。 
2021年6月6日，浙江工业大学发布公告，宣布浙江工业大学之江学院不与高职院校进行合并转设，办学性质不改变为职业教育本科。

## 院部设置
之江学院学院现有12个二级学院1个教学部。 
| 院/部          | 系/教学中心（室）                                                         | 专业                                                             |
| -------------- | ------------------------------------------------------------------------- | ---------------------------------------------------------------- |
| 商学院         | 经贸系                                                                    | - 电子商务 - 市场营销 - 国际经济与贸易                           |
| 商学院         | 管理系                                                                    | - 工商管理 - 工程管理 - 公共事业管理                             |
| 商学院         | 财金系                                                                    | - 财务管理 - 金融工程                                            |
| 信息工程学院   | 计算机系                                                                  | - 计算机科学与技术 - 软件工程                                    |
| 信息工程学院   | 电子与通信系                                                              | - 电子信息工程                                                   |
| 信息工程学院   | 自动化系                                                                  | - 自动化                                                         |
| 信息工程学院   | 计算机基础教学中心                                                        |                                                                  |
| 信息工程学院   | 计算机实验教学中心                                                        |                                                                  |
| 人文学院       |                                                                           | - 广播电视学 - 广告学 - 汉语言文学 - 法学                        |
| 机械工程学院   |                                                                           | - 机械工程 - 车辆工程 - 智能制造                                 |
| 外国语学院     | 专业外语教研室 大学英语教研室 留学生教学部 小语种培训中心                 | - 英语语言文学 - 外国语言及应用语言学 - 翻译学 - 日语语言文学    |
| 建筑学院       |                                                                           | - 建筑学 - 城乡规划 - 风景园林                                   |
| 设计学院       |                                                                           | - 工业设计 - 产品设计 - 环境设计 - 数字媒体艺术 - 服装与服饰设计 |
| 理学院         | 信息与计算科学教研室 高分子材料与工程教研室 公共数学教研室 大学物理教研室 | - 信息与计算科学 - 高分子材料与工程                              |
| 旅游学院       |                                                                           | - 旅游管理 - 酒店管理                                            |
| 创新创业学院   |                                                                           |                                                                  |
| 马克思主义学院 |                                                                           |                                                                  |
| 继续教育学院   |                                                                           |                                                                  |
| 体育军训部     |                                                                           |                                                                  |